# Вытвирваям
Вытвирваям — река на северо-востоке полуострова Камчатка.
Длина реки — 27 км. Протекает по территории Карагинского района Камчатского края. Впадает в Карагинский залив.
Название в переводе с коряк. — «река ольховых листьев».

## Данные водного реестра
По данным государственного водного реестра России относится к Анадыро-Колымскому бассейновому округу.
Код объекта в государственном водном реестре — 19060000312120000008892.